# Limited Love
「Limited Love」（リミテッド・ラヴ）は、今井麻美の楽曲。祁答院慎が作詞、濱田智之が作曲を手掛けた。今井の9枚目のシングルとして2012年7月25日に5pb.Recordsから発売された。

## 音楽性
本曲は、PSP用ソフト『コープスパーティー -THE ANTHOLOGY- サチコの恋愛遊戯Hysteric Birthday 2U』のオープニングテーマに使用された。
今井曰く「ロック調の明るい曲」。作詞は、原作者である祁答院慎と濱田智之が手掛けているため『コープスパーティー』の雰囲気が現れているが、基本的に今までの作品とは一線を画している。そのため今井は世界観を上手く伝えられるか不安だったが、原作者の力作でこれを払拭することができたという。なお曲調は前半と後半で180度変わっている。
PVのテーマは、男性の今井と女性の今井が出会うもので、初回限定盤が女性バージョン、通常盤が男性バージョンとなっている。なお男装するという発想は『声優グランプリ』2011年7月号のへあちぇん!が気に入ったことから、男装したいということをスタッフに話したことで実現した。なおこれと似た様な手法は榊原ゆいの9thアルバム『BLOODY TUNE』で既に用いられている。

### キャッチコピー
時限を越えて、Rockなミンゴスと恋しませんか？

## シングルリリース
2012年7月25日に5pb.Recordsから発売された。今井のシングルとしては前作「Hasta La Vista」から3か月ぶりのリリースとなる。
販売形態は初回生産限定盤（SVWC-7878/9）と通常盤（SVWC-7880）の2種リリースで、初回限定盤には本曲のPVを収録したDVDが同梱されている。
2曲目「三日月色」は、打ち込みに生楽器の要素を織り交ぜたミディアム調の曲となっている。

## シングル収録内容
| #         | タイトル                     | 作詞       | 作曲       | 編曲       | 時間  |
| --------- | ---------------------------- | ---------- | ---------- | ---------- | ----- |
| 1.        | 「Limited Love」             | 祁答院慎   | 濱田智之   | 奥山アキラ | 4:08  |
| 2.        | 「三日月色」                 | Kanon Kuwa | 兼平真規子 | 真下正樹   | 4:15  |
| 3.        | 「Limited Love -off vocal-」 |            |            |            | 4:07  |
| 4.        | 「三日月色 -off vocal-」     |            |            |            | 4:13  |
| 合計時間: | 合計時間:                    | 合計時間:  | 合計時間:  | 合計時間:  | 16:45 |

| #  | タイトル                               | 作詞 | 作曲・編曲 |
| -- | -------------------------------------- | ---- | ---------- |
| 1. | 「Limited Love」(Music Video)          |      |            |
| 2. | 「Limited Love」(Music Video -Making-) |      |            |

## チャート
| チャート（2014年）                | 最高位 |
| --------------------------------- | ------ |
| オリコン                          | 40     |
| Billboard JAPAN Hot Singles Sales | 38     |

## 収録アルバム
| 曲名         | アルバム            | 発売日         | 備考                  |
| ------------ | ------------------- | -------------- | --------------------- |
| Limited Love | 『Precious Sounds』 | 2012年11月28日 | 3rdオリジナルアルバム |